# 박성우 (시인)
박성우(朴城佑, 1971년 ~ )는 대한민국의 시인이다.

## 경력
1971년 전라북도 정읍에서 태어나 원광대학교 문예창작학과를 졸업하고 같은 대학원에서 『박정만 시 연구』로  박사학위를 받았다.
2012년 우석대학교 문예창작학과 교수로 임용되었다.

## 등단
2000년 중앙일보 신춘문예에 〈거미〉가 당선되면서 작품 활동을 시작했다. 2006년 한국일보 신춘문예에 동시가 당선되면서 아동문학을, 2009년 한국간행물윤리위원회 청소년저작 및 출판 지원 사업에 청소년시가 당선되면서 청소년문학을 시작했다.

## 활동
직접 청소년들을 만나면서 알게 된 그들의 속 깊은 이야기들을 시로 쓴〈난 빨강〉(2010년)을 통해 기성시인으로서는 최초로 청소년 고유의 말법으로 청소년들의 모습을 그려내고, '지금 여기'청소년들이 겪고 있는 고민과 갈등에 귀를 기울인다.

## 작품

### 시집
- 2002년《거미》(창비)
- 2007년《가뜬한 잠》(창비)
- 2011년《자두나무 정류장》(창비)
- 2017년《웃는 연습》(창비)
- 2024년《남겨두고 싶은 순간들》(창비)

### 청소년시집
- 2010년《난 빨강》(창비)
- 2017년《사과가 필요해》(창비)[2]

### 동시집
- 2008년《불량 꽃게》(문학동네)
- 2016년 박성우 그림동시집1《우리집 한 바퀴》(창비)
- 2016년 박성우 그림동시집2《동물학교 한 바퀴》(창비)
- 2019년《박성우 시인의 첫말 잇기 동시집》(비룡소)
- 2019년《박성우 시인의 끝말 잇기 동시집》(비룡소)
- 2020년《삼행시의 달인(박성우 동시집)》(창비)
- 2022년《박성우 시인의 이상한 낱말 사전》(비룡소)
- 2023년《박성우 시인의 의성어 의태어 낱말 동시집》(비룡소)
- 2025년 박성우의 동시로 첫 읽기 1《받침 없는 동동시》(창비교육)
- 2025년 박성우의 동시로 첫 읽기 2《받침 있는 동동시》(창비교육)
- 2025년 박성우의 동시로 첫 읽기 3《묻고 답하는 동동시》(창비교육)

### 어린이책
- 2017년《아홉 살 마음 사전》(창비)
- 2018년《아홉 살 함께 사전》(창비)[3]
- 2018년《아빠, 오늘은 뭐하고 놀까? -열 살 딸, 시인 아빠랑 세상책 읽기》(학교도서관저널) 박규연 글 그림, 박성우 사진
- 2019년《아홉 살 느낌 사전》(창비)
- 2019년《아홉 살 내 사전》(창비)
- 2021년《아홉 살 마음 카드 감정편》(창비)
- 2021년《아홉 살 함께 카드 관계・소통편》(창비)
- 2021년《아홉 살 느낌 카드 감각편》(창비)
- 2021년《열두 살 장래 희망》(창비)
- 2025년《아홉 살 환경 사전》(창비)

### 어린이 • 청소년책
- 2019년《사춘기 준비 사전》(창비)
- 2019년《사춘기 성장 사전》(창비)

### 그림동화집
- 2012년《암흑식당》(샘터)
- 2019년《소나기 놀이터》(창비)
- 2019년《나의 씨앗 할아버지》(미디어창비)
- 2022년《용이 돈이》(올리)
- 2022년《엄마 어디 있지?》(창비)

### 산문집
- 2015년《박성우 시인의 창문 엽서》(창비)
- 2020년《마음 곁에 두는 마음》(미디어창비)
- 2023년《마흔살 위로 사전》(창비)

### 어른을 위한 동화
- 2020년《컵 이야기(세상을 담고 싶었던)》(오티움(다산북스))

### 기타 저서
- 2016년 창비시선 400 기념시선집《우리는 다시 만나고 있다》(창비) 박성우, 신용목 엮음
- 2017년《국어교과서 작품 읽기 중1 시》(창비) 김아란, 박성우 엮음
- 2018년《국어교과서 작품 읽기 중2 시》(창비) 김아란, 박성우 엮음
- 2019년《국어교과서 작품 읽기 중3 시》(창비) 김아란, 박성우 엮음
- 2019년《뭐든 되는 상상》(창비교육) 박성우, 허선재 저
- 2020년《마음시툰: 너무 애쓰지 말고》(창비교육) 앵무 글 그림, 박성우 편
- 2020년《마음시툰: 용기 있게, 가볍게》(창비교육) 김성라 글 그림, 박성우 편

## 수상
- 2007년 제25회 신동엽창작상
- 2008년 제3회 불꽃문학상
- 2012년 제7회 윤동주문학상 젊은시인상
- 2013년 제1회 천인갈채상
- 2018년 제20회 백석문학상